# Hey Now Hey (The Other Side of the Sky)
Hey Now Hey (The Other Side of the Sky) – album muzyczny Arethy Franklin z 1973 roku wydany przez Atlantic Records.

## Lista utworów
| 1.  | „Hey Now Hey (The Other Side of the Sky)”                | 4:41  |
|     |                                                          |       |
| 2.  | „Somewhere”                                              | 6:14  |
|     |                                                          |       |
| 3.  | „So Swell When You're Well”                              | 4:14  |
|     |                                                          |       |
| 4.  | „Angel”                                                  | 4:26  |
|     |                                                          |       |
| 5.  | „Sister from Texas”                                      | 3:08  |
|     |                                                          |       |
| 6.  | „Mister Spain”                                           | 6:41  |
|     |                                                          |       |
| 7.  | „That's the Way I Feel About Cha”                        | 7:10  |
|     |                                                          |       |
| 8.  | „Moody's Mood”                                           | 2:55  |
|     |                                                          |       |
| 9.  | „Just Right Tonight”                                     | 7:42  |
|     |                                                          |       |
| 10. | „Master of Eyes (The Deepness of Your Eyes)” bonus na CD | 3:25  |
|     |                                                          |       |
|     |                                                          | 50:36 |
|     |                                                          |       |

## Wykonawcy
- Aretha Franklin - wokal, fortepian
- Quincy Jones - kompozytor, producent
- Willie Bridges - sakofon
- Charles Chalmers - sakofon
- Tommy Cogbill - gitara basowa
- Roger Hawkins - perkusja
- Wayne Jackson - trumpet
- Jimmy Johnson - gitara
- Andrew Love - sakofon
- Floyd Newman - sakofon
- Spooner Oldham - keyboard
- Jerry Jemmott - gitara basowa